# Cremnomys elvira
Cremnomys elvira је врста глодара из породице мишева (Muridae).

## Распрострањење
Ареал врсте је ограничен на једну државу. Индија је једино познато природно станиште врсте.

## Станиште
Станиште врсте су шуме.

## Угроженост
Ова врста је крајње угрожена и у великој опасности од изумирања.